# Work (cântec de Ciara)
„Work” este un cântec al interpretei americane Ciara. Piesa a fost compusă de Danja, fiind inclusă pe cel de-al treilea material discografic de studio al artistei, Fantasy Ride. Înregistrarea a fost lansată ca al doilea single al albumului în luna iunie a anului 2009 în Australia și Europa. „Work” a fost promovat doar în cele două regiuni menționate, în timp ce în S.U.A. a fost lansată piesa „Like a Surgeon”.
„Work” a intrat în clasamente din Australia, unde a ocupat locul 66 și în cele din Europa, activând în ierarhiile din Irlanda, Regatul Unit și Suedia.

## Lista cântecelor
Disc single distribuit prin iTunes
- „Work” - 4:05 (versiunea de pe album)

## Clasamente
| Clasament               | Poziția maximă | Referință |
| ----------------------- | -------------- | --------- |
| Australia Singles Chart | 66             | [ 3 ]     |
| Ireland Singles Chart   | 31             | [ 2 ]     |
| Sweden Singles Chart    | 46             | [ 2 ]     |
| UK Singles Chart        | 52             | [ 2 ]     |